# Melanophylla

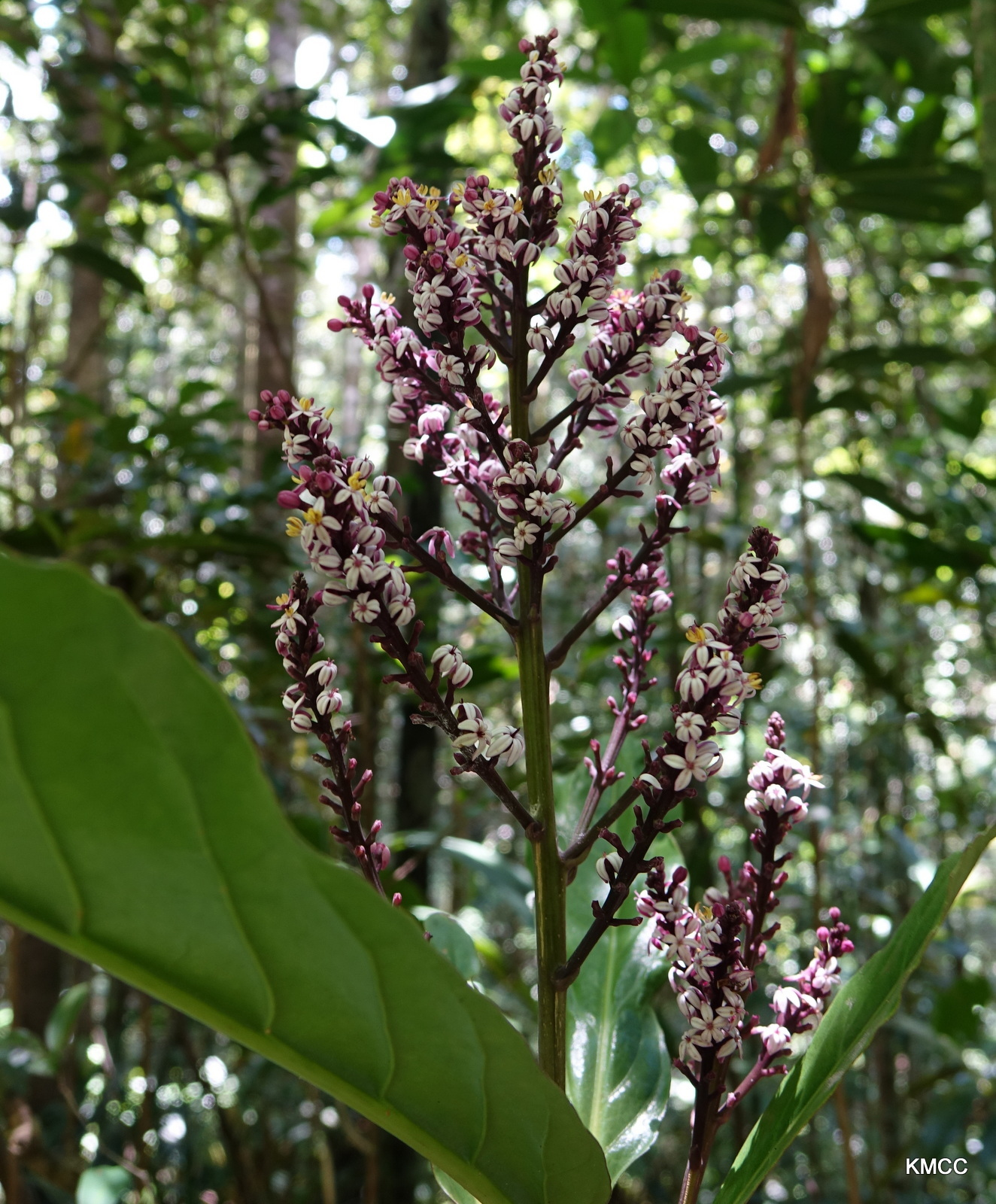
Melanophylla modestei

Melanophylla Baker – rodzaj roślin należący do rodziny Torricelliaceae, obejmujący 7 gatunków występujących endemicznie na Madagaskarze. Rosną we wschodniej części wyspy od okolic Parku Narodowego Marojejy na północy po Park Narodowy Andohahela na południu, a poza tym w rezerwacie Manongarivo na północnym zachodzie. Nazwa rodzaju pochodzi od greckich słów μέλανος (czarny) i φύλλο (liść) i odnosi się do zmiany koloru liści na czarny po uschnięciu.

## Morfologia
PokrójWiecznie zielone drzewa o wysokości 3–6–(20) m, rzadziej krzewy, o pędach rzadko rozgałęziających się. Nagie lub pokryte włoskami gruczołowymi. U niektórych gatunków nowe przyrosty gałązek czernieją, a w kolejnych latach drewnieją i bieleją.
LiścieSkrętoległe, często skupione na końcach pędów. Blaszki liściowe cienkie i błoniaste do twardych i skórzastych, w zależności od gatunku, o wielkości 3,5–56 × 1,5–22 cm. Po uschnięciu czernieją. Kształt odwrotnie lancetowaty, podługowaty do szeroko odwrotnie jajowatych lub szeroko eliptycznych. Brzegi blaszki ząbkowane na całej długości lub tylko w  części dystalnej, rzadziej całe. Użyłkowanie liścia pierzaste. Aparat szparkowy anomocytyczny.
KwiatyZebrane w otwarte wiechy, z rozgałęzieniami zakończonymi gronami, lub zredukowane (u M. crenata) do dwóch gron. Oś główna kwiatostanu od 3 do 60 cm. U M. modestei kwiatostan wsparty podsadką. Kwiaty średniej wielkości, wsparte dwoma przysadkami. Kielich w kształcie spodka z 5 drobnymi ząbkami. Płatki korony nachodzące na siebie, białe, żółte lub różowe, odginające się. Pięć pręcików. Zalążnia trójkomorowa, ale tylko w jednej komorze znajduje się płodny zalążek.
OwoceUkośnie elipsoidalne pestkowce brzusznie z dwoma dużymi, jałowymi komorami i trzecią, grzbietową komorą zawierającą nasiono. Zielony, gdy niedojrzały, od fioletowego do czarnego po dojrzeniu. Endokarp zdrewniały.

## Ekologia
Gatunki z tego rodzaju występują w zimozielonych lasach z reguły mniej lub bardziej wilgotnych. Najczęściej spotykane są na rzędnych od 500 do 1500 m n.p.m., ale w rejonie Masaloa schodzą niemal do poziomu morza.

## Systematyka
Jeden z rodzajów w rodzinie Torricelliaceae. W połowie XX wieku zaliczany bywał do dereniowatych Cornaceae, a najczęściej do monotypowej rodziny Melanophyllaceae. Tak było jeszcze w systemie APG II z 2003. Jego właściwą pozycję systematyczną ujawniły badania molekularne opublikowane w 1997, potwierdzające jego bliskie związki z kilkoma rodzajami także wyodrębnianymi w osobne rodziny (Aralidium, Toricellia i Griselinia). Przynależność rodzaju do Torricelliaceae przyjmowana jest od systemu APG III z 2008.
Gatunki
- Melanophylla alnifolia Baker
- Melanophylla angustior McPherson & Rabenant.
- Melanophylla aucubifolia Baker
- Melanophylla crenata Baker
- Melanophylla madagascariensis  Keraudren
- Melanophylla modestei G.E.Schatz, Lowry & A.-E.Wolf
- Melanophylla perrieri  Keraudren

## Zagrożenie i ochrona
Wszystkie gatunki Melanophylla zostały ujęte w Czerwonej Księdze Gatunków Zagrożonych IUCN ze statusem od najmniejszej troski (M. alnifolia, M. crenata) do krytycznie zagrożony (M. angustior, M. perrieri).